# Afanasij Klecko
Afanasij Wasiljewicz Klecko, Afanasij Wasylewicz Klacko (ros. Афанасий Васильевич Клецко, biał. Афанасій Васілевіч Кляцко, ur. 18 stycznia?/31 stycznia 1911 we wsi Kuleszowka obecnie w rejonie klimowickim w obwodzie mohylewskim, zm. 8 lipca 2001 w Mohylewie) – radziecki wojskowy, saper w stopniu starszyny.

## Życiorys
Urodził się w białoruskiej rodzinie chłopskiej. Skończył 4 klasy szkoły, pracował jako kowal w kołchozie, od 1933 do 1935 odbywał służbę w Armii Czerwonej, w 1941 ponownie zmobilizowany. Od 1943 walczył w wojnie z Niemcami, brał udział w wyzwalaniu Białorusi, Litwy i Polski. 10 sierpnia 1944 jako saper 222. pułku strzelców 49. Dywizji Strzeleckiej 33. Armii 3. Frontu Białoruskiego wysadził most na rzece Szerwincie k. Wyłkowyszek, uniemożliwiając atak 15 czołgów wroga. Później walczył na 1 Froncie Białoruskim, 14–16 stycznia 1945 w rejonie wsi Rudki na polach minowych rozbroił 72 miny przeciwpiechotne i 7 przeciwpancernych i wziął do niewoli trzech niemieckich żołnierzy. 14 kwietnia 1945 na południowy wschód od Frankfurtu nad Odrą zabezpieczał działania grupy zwiadowczej, rozbrajając miny. Był ranny, jednak nie opuścił pola walki. Po wojnie został zdemobilizowany w stopniu starszyny. Po powrocie do rodzinnej wsi pracował w kołchozie, później mieszkał w Mohylewie.

## Odznaczenia
- Order Sławy I klasy (15 maja 1946)
- Order Sławy II klasy (29 marca 1045)
- Order Sławy III klasy (28 września 1944)
- Order Wojny Ojczyźnianej I klasy
- Order „Za służbę Ojczyźnie” III klasy (Białoruś, 15 kwietnia 1999)

I medale.